# Xyris schizachne
Xyris schizachne là một loài thực vật hạt kín trong họ Hoàng đầu. Loài này được Mart. miêu tả khoa học đầu tiên năm 1841.